# Mesembrius bengalensis
Mesembrius bengalensis là một loài ruồi trong họ Ruồi giả ong (Syrphidae). Loài này được Wiedemann mô tả khoa học đầu tiên năm 1819. Mesembrius bengalensis phân bố ở vùng Batavia